# Giovanni Colazza
Giovanni Colazza, noto anche con lo pseudonimo di Leo (Roma, 9 agosto 1877 – 16 febbraio 1953), è stato un filosofo ed esoterista italiano.

## Biografia
Nato in una famiglia dell'alta borghesia romana, da cui ricevette un'educazione cattolica, fu istruito agli studi umanistici e si laureò nel 1902 in medicina e chirurgia all'università La Sapienza.
Cultore dell'esoterismo e delle dottrine teosofiche e massoniche, nel 1905 sarebbe stato iniziato alla massoneria nella loggia Roma del Grande Oriente d'Italia, all'interno della quale sarebbe divenuto compagno, e quindi maestro nel 1907, raggiunse il 33º del Rito scozzese antico e accettato. Nutriva in questo campo interessi che condivideva col suo compagno di studi Giovanni Amendola, come lui membro della sezione italiana della Società teosofica, fondata nella penisola nel 1902, ed allora diretta da Isabel Cooper-Oackley. Negli ambienti teosofici ebbe modo di conoscere il fondatore dell'antroposofia Rudolf Steiner tramite la sua amicizia con la moglie di questi, Marie von Sivers, che glielo presentò personalmente a Roma in piazza di Spagna nel 1911. In occasione di quell'incontro, Steiner gli consegnò il libro sull'Iniziazione da lui scritto, tradotto in francese. Secondo la testimonianza della baronessa Olga de Grünewald, Steiner sarebbe venuto in Italia «a conoscere il dottor Colazza perché questi gli era stato indicato dal Mondo Spirituale» con l'intento di affidargli la guida del movimento antroposofico in Italia.
In quegli anni Colazza fondò così uno dei primi Gruppi di Studi antroposofici in Italia, che chiamò «Novalis», tenuto a battesimo dallo stesso Steiner, con il quale continuò a restare in contatto recandosi annualmente a Dornach, sede principale del movimento. Sempre secondo la testimonianza della de Grünewald, Colazza «non solo era il discepolo più caro a Rudolf Steiner, ma la figura più elevata dopo di lui».
Dall'incontro con l'antroposofia Colazza apprese l'esigenza di seguire pratiche spirituali di concentrazione adatte al contesto occidentale ed all'epoca attuale, molto diverse dai metodi orientali ritenuti ormai anacronistici, coltivando in particolare la «via del pensiero cosciente».

Colazza prese parte come volontario alla prima guerra mondiale, dove fu in trincea come medico ufficiale di campo.
Continuò in seguito la sua attività di medico, anche presso ambasciate straniere, dedicandosi in particolare alla cura dei bambini poveri, che secondo la testimonianza di un suo discepolo, Enrico Pappacena, accoglieva gratuitamente nella sua abitazione romana.
Dal 1927 al 1929 fu membro del gruppo di Ur, diretto da Julius Evola, presso il quale scrisse diversi articoli sulla rivista Ur, pubblicandoli con lo pseudonimo di Leo, rivista i cui contenuti appariranno in seguito in forma di libro intitolato Introduzione alla Magia come scienza dell'Io, edito da Mediterranee.
Dagli anni venti tenne inoltre numerose conferenze, ai discepoli, antroposofi, del Gruppo Novalis, da lui diretto su mandato di Rudolf Steiner, tra le quali un ciclo sull'opera di Steiner L'Iniziazione, che fu raccolto e pubblicato postumo dalla casa editrice Tilopa nel 1992, col titolo Dell'iniziazione.
Fra i suoi più illustri discepoli vi fu Massimo Scaligero.

## Opere
- Dell'Iniziazione, Tilopa, 1992
- Introduzione alla magia, in collaborazione col gruppo di Ur (1ª 1955), 3 voll., Edizioni Mediterranee, 1987